# Hypnum glaucocarpoides
Hypnum glaucocarpoides là một loài Rêu trong họ Hypnaceae. Loài này được E.S. Salmon mô tả khoa học đầu tiên năm 1900.